# مارسی (فیلم)
«مارسی» (انگلیسی: Marseille)) فیلمی آلمانی به کارگردانی آنگلا شانیلیک است که در سال ۲۰۰۴ منتشر شد. این فیلم در بخش نوعی نگاه جشنواره فیلم کن ۲۰۰۴ به نمایش در آمد.

## بازیگران
- مارن اگرت
- الکسیس لوره
- دوید اشتریزو
- امیلی اتف
- الکساندر سیمون
- الیزابت بیر